# Proasellus margalefi
Proasellus margalefi is een pissebed uit de familie Asellidae. De wetenschappelijke naam van de soort is voor het eerst geldig gepubliceerd in 1925 door Henry & Magniez.